# خانه افتخارالاسلام طباطبایی
خانه افتخارالاسلام طباطبایی مربوط به دوره قاجار است و در بروجرد، خیابان صفا، کوچه هلال احمر، کوچه آقا احمدی واقع شده‌است. این خانه متعلق به یکی از روحانیون برجسته شهر و از خانواده سادات طباطبایی بروجرد به نام حاج افتخار الاسلام نبوی طباطبایی بوده‌است. خانه در کوچه معروف به حاج افتخار در محله صوفیان واقع است که در زمان خود یکی از بزرگترین خانه‌های مسکونی شهر بوده و در حال حاضر از زیباترین منازل مسکونی قدیم در شهر بروجرد است.
بنای حاضر در حدود اوایل قاجاریه ساخته شده و مشتمل بر یک ورودی با سردری بزرگ و زیباست. در دولنگه چوبی بر آن نصب شده‌است که پس از عبور از فضای هشتی بر حیاط خانه وارد می‌شود. حیاط خانه ازسه جهت با فضاهای معماری و از سمت غرب با دیوار بزرگ و قطور محصور است که با طاقنماهای نیم دایره کوچک و بزرگ و تزیینات زیبای آجر کاری و کاشی معرق نماسازی شده‌است.
ساختمان اصلی عمارت در سمت شمال حیاط قرار دارد. این بخش در دو طبقه ساخته شده که در نمای بیرونی با دو پلکان قرینه به سه قسمت تقسیم شده‌است. طبقه زیرین بنا دو اتاق بزرگ سه دری قرینه در دو سوی پلکان با پوشش سقف طاق آهنگ، دو اتاق کوچک در زیر پله و یک تالار پنج دری در قسمت میانی می‌باشد. این تالار در داخل از یک تالار در جلو یک پس تالار پشت آن تشکیل شده‌است.
را ه ورود به طبقه بالا از دو پلکان آجری قرینه است که نمای فوقانی آن‌ها با کاشی‌های زیبای معرق و خشتی مزین گردیده‌است. طبقه بالا نیز همانند پایین دو اتاق قرینه در طرفین ورودی دارد و اروسی سه دری مشرف به حیاط بر آن است. دواتاق کوچک دیگر در روبروی پلکان ورودی قرار دارد و در قسمت میانی اروسی هفت دری بزرگی نصب شده که در پشت آن تالار و پس تالار بزرگی قرار دارد. بر بدنه دیوار و و بر قاب‌بندی‌های زیر سقف آن نقاشی‌های دیواری متنوع و زیبایی نقش بسته‌است.
سراسر سمت شرقی حیاط با اتاق‌ها و فضاهایی متنوع معماری پوشیده‌است و حمامی زیبایی در انتهای جنوب شرقی آن قرار دارد. حمام همامند تمامی حمام‌های سنتی شامل بخش‌های مختلف از جمله سربینه و گرمینه می‌باشد.
در سمت شمال شرقی عمارت فضایی تحت عنوان حیاط خلوت وجود دارد که راه ورود به آن از طریق دالانی از سمت حیاط است این بخش نیز در دو طبقه و متشکل از فضاهای متنوعی می‌باشد. سمت جنوب حیاط خلوت مطبخ منزل قرار دارد. مطبخ خانه فضایی است بزرگ با پوشش سقف طاق و تویزه که از سه بخش انبار هیزم، تنور جهت پخت نان و قسمتی که برای پخت و پز ازآن استفاده می‌شود تشکیل شده‌است.
این اثر در تاریخ ۲۴ اسفند ۱۳۸۳ با شمارهٔ ثبت ۱۱۷۵۳ به‌عنوان یکی از آثار ملی ایران به ثبت رسیده‌است.